# Walentin Rajtschew

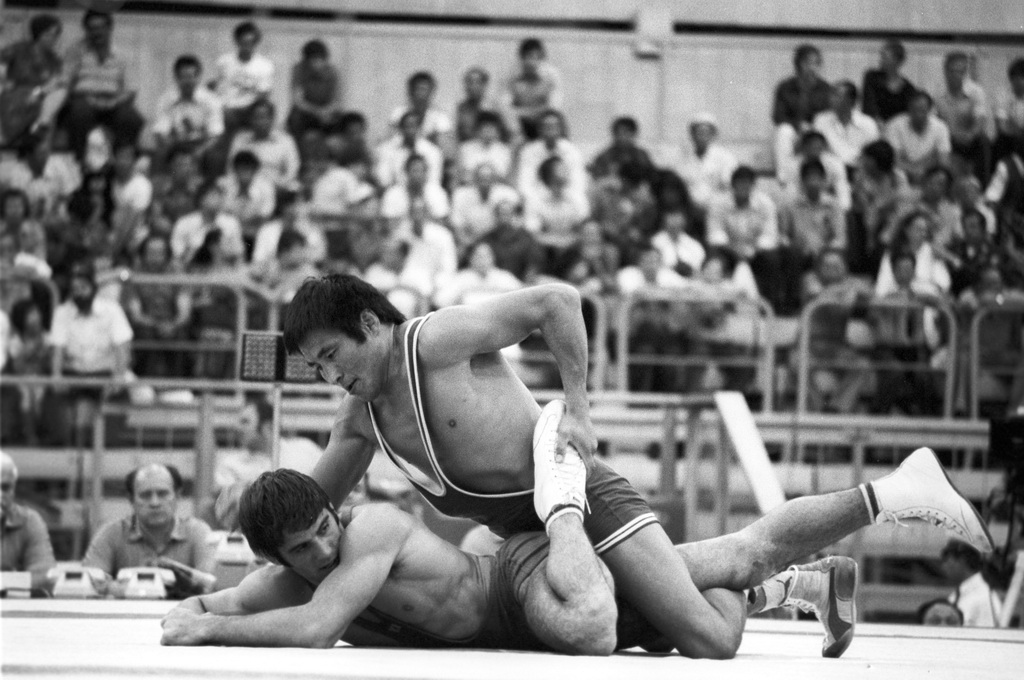
Walentin Rajtschew (Boden)

Walentin Rajtschew (bulgarisch Валентин Райчев, engl. Transkription Valentin Raychev; * 20. August 1958 in Sofia) ist ein ehemaliger bulgarischer Ringer. Er war Olympiasieger 1980 im freien Stil im Weltergewicht.

## Werdegang
Walentin Rajtschew begann als Jugendlicher mit dem Ringen. Nachdem sein großes Talent erkannt worden war, wurde er zum bulgarischen Spitzenklub Levski-Spartak Sofia delegiert. Dort reifte er zu einem hervorragenden Freistilringer heran. Er war in Bulgarien als Junior schon sehr erfolgreich und vertrat sein Land seit 1977 bei internationalen Meisterschaften. Der größte Erfolg, den er dabei erzielte, war der 2. Platz bei der Junioren-WM in Ulaanbaatar hinter dem sowjetischen Sportler Juri Worobjow.
1979 gewann Rajtschew die Weltergewichtskonkurrenz bei den Balkan Spielen in Jambol vor Necmi Gençalp aus der Türkei. Dies war sein größter Erfolg, den er vor den Olympischen Spielen 1980 in Moskau erzielt hatte. Den Startplatz für diese Spiele sicherte er sich durch seinen Erfolg in der bulgarischen Ausscheidung über Alexander Nanew. In Moskau zeigte Rajtschew hervorragende Leistungen und besiegte u. a. die Spitzenringer Pawel Pinigin aus der UdSSR und Dan Karabín aus der CSSR, wodurch er Olympiasieger wurde. Es sollte aber nicht verschwiegen werden, dass die zwei besten Freistilringer der Welt jenes Jahres, Leroy Kemp aus den Vereinigten Staaten und Martin Knosp aus der Bundesrepublik Deutschland wegen des Olympiaboykotts ihrer Staaten an diesen Spielen nicht teilnehmen konnten.
1981 belegte Rajtschew bei der Europameisterschaft in Łódź den 2. Platz hinter Elbrus Korojew aus der UdSSR und auch bei der Weltmeisterschaft dieses Jahres in Skopje wurde er 2. Sieger. Er unterlag im Finale gegen Martin Knosp klar mit 2:7 Punkten.
Nach 1981 startete Rajtschew, obwohl er erst 23 Jahre alt war, bei keinen weiteren internationalen Meisterschaften mehr. Die Gründe dafür sind nicht bekannt.

## Internationale Erfolge
(OS = Olympische Spiele, WM = Weltmeisterschaft, EM = Europameisterschaft, F = freier Stil, We = Weltergewicht, damals bis 74 kg Körpergewicht)
- 1977, 5. Platz, Junioren-WM in Las Vegas (Juniors) F, We, hinter Joe Churello, USA, Giorgi Makassarischwili, UdSSR, Martin Knosp, BRD u. Kim, Südkorea;

- 1978, 4. Platz, Junioren-EM in Oulu, F, We, hinter Martin Knosp, Magomed Gudgiew, UdSSR u. Thomas Munkwitz, DDR u. vor Dogan Sahin, Türkei u. Csaba Barkoczy, Rumänien;

- 1979, 2. Platz, Junioren-WM in Ulaanbaatar, F, We, hinter Juri Worobjow, UdSSR u. vor Bejaraa, Mongolei, Steubing, Kanada, Hires, USA u. Kleinschmidt, DDR;

- 1979, 1. Platz, Balkan Spiele in Jambol, F, We, vor Necmi Gençalp, Türkei, Heraklis Deskoulidis, Griechenland u. Danaila Kost, Rumänien;

- 1980, Goldmedaille, OS in Moskau, F, We, mit Siegen über Bartl Brötzner, Österreich, Ricardo Niccolini, Italien, Reinhold Steingräber, DDR, Rajander Singh, Indien, Ryszard Scigalski, Polen, Pawel Pinigin, UdSSR u. Dan Karabín, CSSR;

- 1981, 2. Platz, EM in Łódź, F, We, mit Siegen über Bernd Radschunat, DDR, Pekka Rauhala, Finnland, Necmi Gencalp u. Barjan Coroli, Jugoslawien u. einer Niederlage gegen Elbrus Korojew, UdSSR;

- 1981, 2. Platz, WM in Skoplje, F, We, mit Siegen über Krysztof Wojtowiek, Polen, Sendelario Lazaro, Kuba, Ricardo Niccolini, Pekka Rauhala u. Ko Tin Won, Nordkorea u. einer Niederlage gegen Martin Knosp;

- 1981, 2. Platz, World Super Championships in Nagoya (inoffiziell), F, We, hinter Leroy Kemp, USA u. vor Yunihiko Kainuma, Japan

## Weblink
- Profil von Walentin Rajtschew bei United World Wrestling

| Personendaten    | Personendaten                       |
| ---------------- | ----------------------------------- |
| NAME             | Rajtschew, Walentin                 |
| ALTERNATIVNAMEN  | Райчев, Валентин; Raychev, Valentin |
| KURZBESCHREIBUNG | bulgarischer Ringer                 |
| GEBURTSDATUM     | 20. August 1958                     |
| GEBURTSORT       | Sofia                               |